# San Mamés (municipio)
San Mamés fue un municipio de la provincia de Madrid con capital en San Mamés, integrado a mediados del siglo XIX en el municipio de Navarredonda. En 1999, el municipio de Navarredonda cambió su nombre por Navarredonda y San Mamés (BOE de 2 de febrero de 1999).
Contaba con 102 vecinos según el censo de 1842.

## Núcleos de población
En el territorio de San Mamés se hallaban:
Abubero. Probablemente situado en el paraje actualmente llamado Prado Uvero, en los confines del término con el de Villavieja del Lozoya
Peña Parada. De ubicación desconocida.
Rendales. Según los mapas del Centro Nacional de Información Geográfica, de 1937 y de 1943, cuadrícula 458, aparecen nombrado un núcleo como "Casas de Rendales", la situación del Rendales sería 41.001520, -3.695996.
Pinilla de Buitrago. Esta localidad se independizó del municipio de San Mamés formando el suyo propio, aunque su parroquia siguió dependiendo de la de San Mamés, al igual que la de Navarredonda.
- Datos: Q6119275